# Преадаптация
Преадапта́ция — свойство или приспособление организма, потенциально имеющее адаптивную (приспособительную) ценность. Теория преадаптации позволяет описать механизм смены функций органов в процессе эволюции и разрешить парадокс образования органов, конечная функция которых не имела первоначально приспособительной ценности.
Концепция преадаптации позволяет разрешить одну из проблем эволюционной теории: невозможность развития сложных приспособлений, которые способны эффективно функционировать, лишь будучи хорошо сформированными. Подобные органы, находясь в зачаточном состоянии, не могут повышать приспособленность организма, а значит, казалось бы, и не могут появиться эволюционным путём.
Примерами таких органов являются челюстной аппарат, среднее ухо, плавательный пузырь и др.
Идея преадаптации состоит в том, что многие органы и приспособления сформировались, первоначально выполняя иные функции, чем на конечной стадии своего развития. В какой-то момент орган начинает выполнять дополнительную функцию, которая оказывается более ценной, чем первоначальная. В результате эволюция органа (путём естественного отбора) подчиняется требованию улучшения новой функции. Изменение органа в новом направлении может привести к утрате прежней функции. Таким образом, сложные органы даже на начальных стадиях своего эволюционного развития имеют приспособительную ценность, но их начальная функция может быть другой (в тех случаях, когда с точки зрения конечной функции приспособительной ценности нет, тогда и возникает вышеописанный парадокс).
Эволюционный момент, когда орган принимает новую функцию и вследствие этого получает новую адаптивную роль, называется преадаптационным порогом.
Принцип смены функций органов в процессе эволюции был сформулирован А. Дорном в 1875 году, а термин «преадаптация» был введён в 1911 году французским учёным Л. Кено. Кено понимал под преадаптациями такие особенности организмов, которые возникают случайно, но в дальнейшем имеют приспособительную ценность. В отличие от взглядов Кено, морфофункциональная концепция, разработанная Д. Симпсоном и В. Боком, подчёркивает развитие преадаптации на базе прежних приспособлений под контролем естественного отбора. Усовершенствование приспособлений к существующим условиям может оказаться преадаптацией к новым условиям среды. Преадаптивное состояние организма (или отдельного органа) возникает не как непосредственный результат случайных мутаций, а на основе предшествующей приспособительной эволюции.

## Примеры преадаптации
Примером преадаптации является эволюционное развитие челюстного аппарата. У предков позвоночных активизация дыхания пошла путём усиления тока воды через жаберную область с развитием сильных мышц, раскрывающих передние жаберные дуги. В результате передние дуги получили возможность захватывать и удерживать добычу. Новая функция оказалась столь важной, что прежняя роль (участие в дыхательных движениях) у передней жаберной дуги отступила на второй план, а затем была утрачена (рудиментарная жабра челюстной дуги сохраняется у всех рыб в виде так называемой ложножабры). Сходным образом были решены вопросы, связанные с развитием среднего уха, плавательного пузыря и ряда других органов.
Примером преадаптации, произошедшей в наше время, является эволюция новозеландского попугая Кеа. Эти попугаи обладают мощными клювом и когтями, с помощью которых они лазают по стволам деревьев, цепляясь за кору (то есть «хищнические» клюв и когти возникли с целью лазания, а не с целью нападения — попугаи питались растительной пищей и насекомыми). Однако после того, как в Новую Зеландию завезли овец, некоторые попугаи стали расклёвывать на спинах животных крупные раны, после чего овца погибала и попугаи могли есть её мясо. Эта функция стала иметь настолько важное приспособительное значение, что вскоре в некоторых популяциях стали доминировать попугаи-«мясоеды», причем наибольший успех способствовал попугаям с наиболее мощными клювами.